# Nučice (okres Praha-východ)

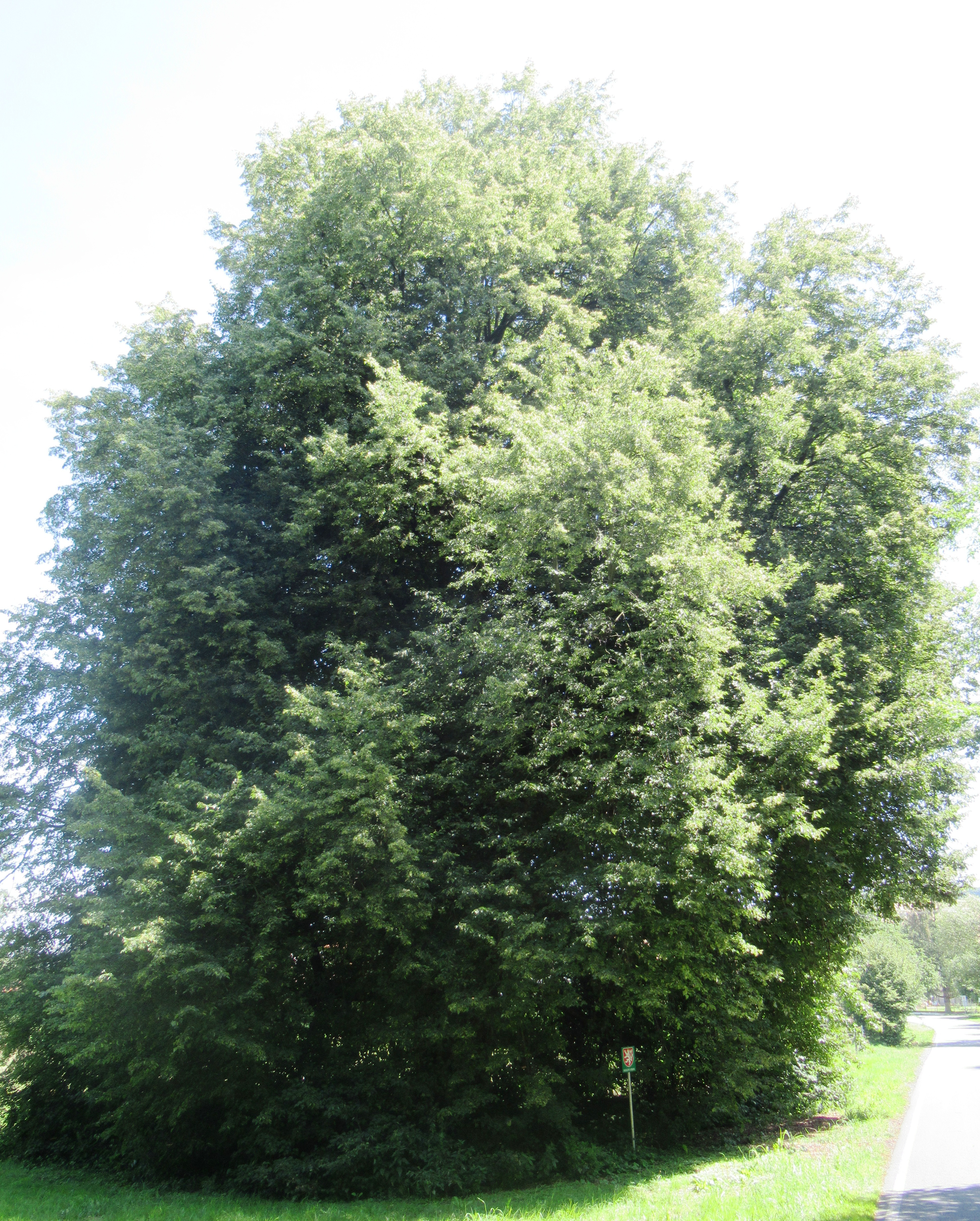
Lípa malolistá u silnice do Konojed památný strom

Nučice jsou obec v okrese Praha-východ ve Středočeském kraji. Rozkládá se asi šestnáct kilometrů východně od Říčan. Žije zde 389 obyvatel. Nučicemi protéká Konojedský potok, který se vlévá zprava do Nučického potoka tekoucího při východním okraji obce.

## Historie
První písemná zmínka o obci pochází z roku 1422.
Ve vsi Nučice (388 obyvatel) byly v roce 1932 evidovány tyto živnosti a obchody: 2 hostince, 2 kamenické závody, kolář, 2 kováři, půjčovna mlátiček, sedlář, 2 obchody se smíšeným zbožím, 2 truhláři, zámečník, zubní ateliér.

## Obyvatelstvo
| Rok            | 1869 | 1880 | 1890 | 1900 | 1910 | 1921 | 1930 | 1950 | 1961 | 1970 | 1980 | 1991 | 2001 | 2011 | 2021 |
| -------------- | ---- | ---- | ---- | ---- | ---- | ---- | ---- | ---- | ---- | ---- | ---- | ---- | ---- | ---- | ---- |
| Počet obyvatel | 453  | 460  | 488  | 483  | 439  | 415  | 380  | 287  | 296  | 247  | 269  | 317  | 337  | 344  | 360  |
| Počet domů     | 67   | 69   | 75   | 75   | 77   | 76   | 87   | 87   | 81   | 77   | 81   | 111  | 115  | 118  | 134  |

## Obecní správa
V letech 1850–1879 a 1960–1990 k obci patřily Prusice a v letech 1960–1990 také Konojedy a Výžerky.

### Územněsprávní začlenění
Dějiny územněsprávního začleňování zahrnují období od roku 1850 do současnosti. V chronologickém přehledu je uvedena územně administrativní příslušnost obce v roce, kdy ke změně došlo:
- 1850 země česká, kraj Pardubice, politický i soudní okres Černý Kostelec[8]
- 1855 země česká, kraj Praha, soudní okres Černý Kostelec[8]
- 1868 země česká, politický okres Český Brod, soudní okres Černý Kostelec[8]
- 1939 země česká, Oberlandrat Kolín, politický okres Český Brod, soudní okres Kostelec nad Černými lesy[9]
- 1942 země česká, Oberlandrat Praha, politický okres Český Brod, soudní okres Kostelec nad Černými lesy[10]
- 1945 země česká, správní okres Český Brod, soudní okres Kostelec nad Černými lesy[11]
- 1949 Pražský kraj, okres Český Brod[12]
- 1960 Středočeský kraj, okres Kolín[13]
- 2007 Středočeský kraj, okres Praha-východ[14]

### Obecní symboly
Znak a vlajka byly obci uděleny rozhodnutím předsedy Poslanecké sněmovny Parlamentu České republiky dne 9. října 2007.

## Doprava
Dopravní síť
- Pozemní komunikace – Obcí prochází silnice III. třídy. Ve vzdálenosti tři kilometry prochází silnice I/2 Praha – Říčany – Kutná Hora.

- Železnice – Železniční trať ani stanice na území obce nejsou.

Veřejná doprava
- Autobusová doprava – V obci se nachází dvě zastávky (Nučice a Nučice, Na Kladívku). Obě zastávky jsou obsluhované příměstskou autobusovou linkou PID č. 659 na trase Český Brod – Kostelec nad Černými lesy – Stříbrná Skalice a linkou PID č. 387 na trase Praha Háje – Kostelec nad Černými lesy – Uhlířské Janovice.[16]

## Pamětihodnosti
- Krucifix